# Бурлаков, Эдгар Николаевич
Э́дгар Никола́евич Бурлако́в (латыш. Edgars Burlakovs; 6 января 1974, Даугавпилс) — латвийский футболист, выступавший на позиции полузащитника. Выступал за сборную Латвии. Наиболее известен выступлениями за «Динабург» из Даугавпилса.

## Клубная карьера
Воспитанник даугавпилсской ДЮСШ. На взрослом уровне начал выступать в 1992 году в первом независимом чемпионате Латвии за клуб из Даугавпилса, который на протяжении карьеры игрока несколько раз менял названия (ДЮСШ, «Аусеклис», «Вилан-Д» и наконец «Динабург»). Бурлаков со своим клубом стал серебряным призёром чемпионата Латвии (1995), а также несколько раз выигрывал бронзу.
Проведя 8 сезонов за клуб из Даугавпилса, в 2000 году Бурлаков перешёл в российский «Рубин» из Казани, выступавший в первом дивизионе, вместе с ним в «Рубин» перешёл товарищ по «Динабургу» Михаил Зизилев. Эдгар не смог закрепиться в команде, сыграв 17 матчей из 38-ми, в большинстве своих матчей выходил на замену или был заменён. По итогам сезона «Рубин» занял третье место в первом дивизионе.
В начале 2001 года Бурлаков вернулся в родную команду, за которую провёл ещё один сезон. В начале 2002 года Эдгар сыграл 2 матча за лиепайский «Металлург», но уже в мае вместе с группой игроков был отчислен из команды. Летом 2002 года он снова уехал в Россию — в выступавший во втором дивизионе ФК «Тюмень», за половину сезона принял участие в 13 матчах за тюменскую команду.
Последние 4 года своей профессиональной карьеры Бурлаков провёл в родном «Динабурге». После сезона-2006 он перестал выступать на высшем уровне и играл за латвийские клубы низших лиг, в том числе в 2012 году завоевал малые серебряные медали первой лиги в составе «Илуксте».
Всего в чемпионатах Латвии Бурлаков провёл 285 матчей, по этому показателю входит в двадцатку «гвардейцев» турнира.

## Международная карьера
Эдгар Бурлаков впервые вызван в сборную Латвии в июле 1997 года для участия в Кубке Балтии. Дебютным для него стал матч 10 июля 1997 года против Эстонии, выигранный 2:1, на 69-й минуте матча Эдгар заменил Андрея Штолцера. Сыграв 2 матча на июльском Кубке Балтии, Бурлаков принял участие ещё в одной игре национальной команды — в феврале 1998 против Мальты, после чего больше не играл за сборную.
| Матчи Бурлакова за сборную Латвии | Матчи Бурлакова за сборную Латвии | Матчи Бурлакова за сборную Латвии | Матчи Бурлакова за сборную Латвии | Матчи Бурлакова за сборную Латвии | Матчи Бурлакова за сборную Латвии | Матчи Бурлакова за сборную Латвии |
| --------------------------------- | --------------------------------- | --------------------------------- | --------------------------------- | --------------------------------- | --------------------------------- | --------------------------------- |
| №                                 | Дата                              | Город                             | Оппонент                          | Счёт                              | Голы                              | Соревнование                      |
| 1                                 | 10 июля 1997                      | Вильнюс                           | Эстония                           | 2:1                               | —                                 | Кубок Балтии                      |
| 2                                 | 11 июля 1997                      | Вильнюс                           | Литва                             | 0:1                               | —                                 | Кубок Балтии                      |
| 3                                 | 8 февраля 1998                    | Аттард                            | Мальта                            | 1:2                               | —                                 | Товарищеский матч                 |

Итого: 3 матча / 0 голов; 1 победа, 0 ничьих, 2 поражения.

## Достижения
- Серебряный призёр чемпионата Латвии: 1995
- Бронзовый призёр чемпионата Латвии: 1996, 1997
- Финалист Кубка Латвии: 1997